# Libertatea de Aur

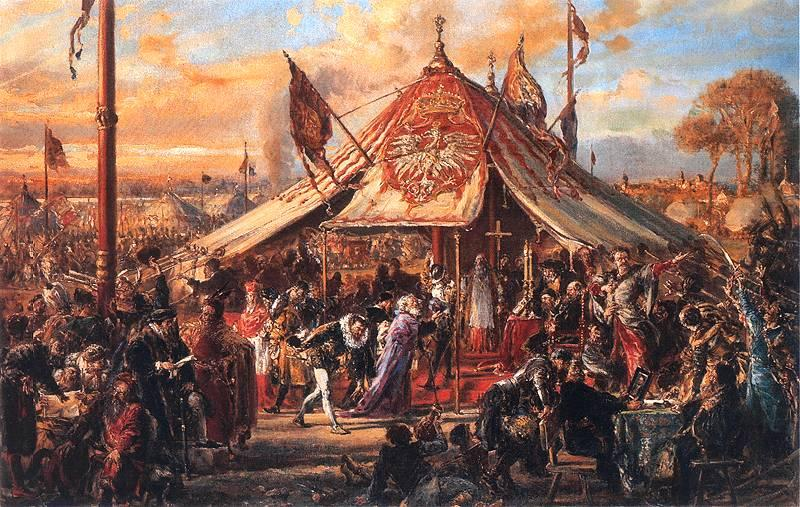
Republica la zenitul puterii sale. Libertatea de aur. Alegerea regelui din 1573, pictură de Jan Matejko

Libertatea de Aur (în limba latină Aurea Libertas; poloneză Złota Wolność, lituaniană Auksinė laisvė), uneori menționată ca Libertățile de Aur sau Democrația nobililor în limba poloneză Rzeczpospolita Szlachecka sau Złota wolność szlachecka, se referă la un sistem politic aristocratic unic în Regatul Poloniei și mai târziu, după Uniunea de la Lublin (1569), în Uniunea statală polono-lituaniană. În cadrul acestui sistem, toți nobili (șleahtă), indiferent de statutul lor economic, au fost considerați că au un statut juridic egal și s-au bucurat de drepturi legale extinse și privilegii. Nobilimea a controlat legiuitorul (Sejm - Parlamentul polonez) și regele ales de Uniunea statală.

## Legături externe
- Golden Freedom ― 1632―1648 Arhivat în 25 august 2004, la Wayback Machine.
- Excerpts from the book "The Polish Way" by Adam Zamojski Arhivat în 16 aprilie 2005, la Wayback Machine.
- "Monarchy becomes the First Republic: Kings Elected for Life Arhivat în 5 mai 2006, la Wayback Machine.
- The Inexorable Political Rise of the szlachta Arhivat în 16 iulie 2012, la Wayback Machine.